# Zemitrella daemona
Zemitrella daemona är en snäckart som först beskrevs av Webster 1906.  Zemitrella daemona ingår i släktet Zemitrella och familjen Columbellidae. Inga underarter finns listade i Catalogue of Life.